# SoltyRei
『SoltyRei』（ソルティレイ）は、日本のアニメ作品。2005年10月6日から2006年3月30日までテレビ朝日等で放送された。

## 概要
機械仕掛けの少女・ソルティの成長と葛藤を描く内容の作品である。音泉によるインターネットラジオ（番組名は「Solty Reidio」）や月刊ComicREX（一迅社）にて創刊号から2006年5月号まで『SoltyRei -赤の淑女-』として漫画が連載されるなど、メディアミックスも展開している。
タブリエ・コミュニケーションズが運営するサポーターズコミュニティーサイト「BEWE」にて、SoltyReiサポーターズクラブ「みんなのハンターズギルド」が2006年2月27日に開設された。

## ストーリー
12年前、ブラストフォールと呼ばれる原因不明の大災厄が発生した。これにより、多くの人々が一瞬にして亡くなった。その災厄以来行方不明になった娘を探し続ける賞金稼ぎの男ロイは、ある日、突然空から落ちてきた機械の少女と出会う。
災厄以降、心を閉ざしていたロイだったが、不本意ながらも少女と同居することになり、それを機にロイは少しずつ心を開いていく。
未登録市民のために盗みを働く義賊のローズや、ハンターズオフィスの所長ミランダとその娘カーシャ、リゼンブルマニアのユート、さらにこの都市の大企業であるR.U.Cを巻き込んで物語は少女と出会ったその日から、今までの生活は大きく揺れる。

## 用語
R.U.C（アール・ユー・シー）
街を治めている大企業。警察などもこの会社の配下にあり、街の経済の中心。
街には登録市民制度があり、R.U.Cに市民登録してIDカードを持っている人は登録市民(コンベンター)、
持っていない人は未登録市民(インコンベンター)と呼ばれる。
登録市民は医療などのR.U.Cによる生活保護を受けられるが、未登録市民は一切受けられず、苦しい生活をしいられている。
星への移民当時、リゼンブルパーツを通じエウノミア（後述）によって操られたアシュレイの手で創設された。その創設目的はエウノミアの「人々を自らの完全な管理下に置いて存続させる」ことに由来する。また、コンベンターとインコンベンターと言う制度も、階層社会を作ることで人々の不満を解消し、治安を維持させるためであった。
オーロラシェル
空を覆っているオーロラのような幕で、この街がある星を保護する大気のような物。オーロラシェルに突入した物は激しい落雷を受ける。
そのため、高度規制法が定められ航空技術や電波通信や宇宙開発技術は進んでいない。
正体は移民当時に星に大気を形成するために散布されたナノマシンである。
ブラストフォール
12年前にオーロラシェルの落雷で発生した事故。これにより大量の死者、行方不明者が出た。
その発生原因は、エイレネ（後述）が宇宙へ出ようとする者がいた場合にオーロラシェルにレーザーを放ち、それがシェルによって拡散、ナノマシンに過剰な電荷が与えられ、オーロラシェルからの落雷が発生することによるものである。
リゼンブル
いわゆる、サイボーグ技術。機械で手足や臓器の機能を補うこと。リゼンブルパーツという装飾用の物もある。通常の人間より強い力を出せるため、特殊な作業を行うために使われたり、犯罪に悪用されることもある。
ブラストフォールの発生により腕や足を失う人が大量に出たため、リゼンブルの需要が一層高まった。
リゼンブル化した身体は拒否反応を起こすが抗体で対処する。
抗体は登録市民は風邪薬のように低額で購入できるが、未登録市民では購入できない。
R.U.Cの持つリゼンブル化技術は、エウノミア（後述）の持つリゼンブル化技術をアシュレイが模倣して確立したものであり、エウノミアのリゼンブル化技術に比べて数段劣る。
ジェニュイン
「本物の」という意味で全身100%がリゼンブルの生命体。現在の技術では不可能。
プロシード
オーロラシェルのナノマシンがブラストフォールによって地表に降り注ぎ（ブラストフォール当時に街に降っていた雪の様なものはこのナノマシンである）、成長途中の体内に取り込まれることで遺伝子の書き換えが起こる。それによって、特殊能力を持ってしまった人類のことである。特殊能力を使用すると体に過度のストレスが加わるために、定期的に肉体改造に等しいメンテナンスを受けなければ力を十分に発揮することが出来ない。
R.U.Cの特殊部隊はこのプロシードで形成されている。
ニューライツチャイルド
ブラストフォールによって多く出た身元不明の乳幼児に市が市民権を与えた子供達。

## キャラクター

### レギュラー・キャラクター
ソルティ・レヴァント
声 - 斎藤桃子
本作の主人公。ロイの仕事中に空から降ってきた全身リゼンブル（ジェニュイン）の少女。身長153cm、誕生日は6月30日。
身元を証明するものが何もなかったため、ロイが身元引受人になり親子として一緒に暮らすことになる。彼女は現代技術では存在しないはずの完全なリゼンブル体「ジェニュイン」であり、その存在は謎に包まれている。
ロイたちと出会って“ソルティ”と名付けられた。かなり特殊な髪形をしている。ぴこぴこ動く触角のようなものは耳。
本当の名前はディケ（エウノミア・エイレネ・ディケの出典についてはホーライを参照）で３つある内のコンピューターの一つ。
ロイ・レヴァント
声 - 中田譲治
男のハンター（賞金稼ぎ）。11月生まれ、40歳、身長197cm。妻のサラを病気で亡くし、娘のリタもブラストフォールで行方不明になってしまったが、一人娘のリタは今でもどこかで生きていると信じて生きている。
リタを探すために警察を辞め、「マーベリック・ハンターズオフィス」に所属した。
犯罪者に対しては娘を失くした怒りから、全く加減をしないやり方から、同じハンターの仲間からも「狂犬」として嫌われていた。
ブラストフォールで娘を失って以来、心は荒んでおり、笑顔を見せることも無かったが、ソルティと出会ってから少しずつ変わっていく。物語終盤にはソルティのことも娘のように思い、彼女の宇宙行を最後まで反対していた。
ローズ・アンダーソン
声 - 浅野真澄
アンダーソン兄弟の長女であり、盗賊グループのメンバー。6月生まれ、17歳、身長156cm。金髪のロングヘアー。我儘・傲慢で、自己中心的な性格。
ある事件をきっかけにソルティの能力に惚れ、盗賊の仲間に引き入れようとロイの家に勝手に住み着くようになる。ブラストフォール以前の記憶がない。
本業の盗賊は未登録市民の生活のために盗みを働いている。ジェレミーが起こした事件により死亡したと思われていたが、後に生きていることが判明しR.U.Cにいた。
ミランダ・マーベリック
声 - 大原さやか
「マーベリック・ハンターズオフィス」を経営する女所長。年齢不詳、身長174cm。ブラストフォールで夫を亡くしている。サラとは古くからの知り合いで、サラからの紹介でロイと知り合う。
マーベリック・ハンターズオフィスの主で、元は凄腕ハンター。物語終盤では昔取った杵柄と言わんばかりに二挺拳銃による立ち回りを見せた。
カーシャ・マーベリック
声 - 桑谷夏子
ミランダの娘（養女）。9歳、身長132cm。かなりませていて、事務所の手伝いもしている。プロシードのシルビアはあるきっかけで親友になった。
ちなみにカーシャの本当の両親の兄夫婦はセリカの義理の両親でもある。最初はミランダに懐いておらず、ママと呼ぶまでに2年かかったらしい。
インテグラ・マーテル
声 - 広橋涼
R.U.C警備部特務7課「プロシード」のリーダー。23歳、身長173cm。瞬間的な加速能力が強化された肉体強化タイプ。「オーバークロック」と呼ばれる能力を持ち、瞬間的に爆発的な加速を得ることが出来るが、反面肉体（特に脳）への反動も大きく、一回の出動に際して三回が限度とされている。
ハンドルを握ると人格が変わるスピード狂。仕事とプライベートを混同しないタイプ。プロシード各隊員の名前は自動車の名前から取ったものと思われる。
シルビア・バン
声 - 伊藤静
プロシードの隊員。前衛担当。近接戦に特化した肉体強化タイプ。23歳、身長179cm。インテグラとは幼い頃からの友人。背が高く金髪の長い髪が特徴。
上司であるアシュレイ・リンクスに想いを寄せており、彼とローズのデートの際にはカーシャと共に２人の後をつけていた。それをきっかけにカーシャと親友になる。
セリカ・ヤヨイ
声 - 田村ゆかり
プロシードの隊員。狙撃などシルビアの後方支援担当。視覚処理を得意とする精神集中タイプ。19歳、身長158cm。
好きな食べ物はメロン、趣味は懸賞応募。度々夕食をアクセラにたかっている様である。シルビアをからかいながらもアシュレイとの恋を応援するなど、仲間想いな性格。
アクセラ・ウォリック
声 - 能登麻美子
プロシードの隊員。情報処理などを担当。演算能力の高い精神集中タイプ。17歳、身長155cm。彼女も12年前の災害で両親が行方不明となっている。料理好きで内気な少女。ソルティが家出した際、家に泊めた。
ラリー・アンダーソン
声 - 田坂秀樹
アンダーソン兄弟の長男であり、盗賊グループのリーダー。22歳、身長191cm。非常に兄弟思いで、身内に危害を加えるものには容赦をしない。ラリー曰く、盗賊団の正式名称は「なかよしアンダーソン・ブラザーズ」。
アンディ・アンダーソン
声 - 鈴木達央
アンダーソン兄弟の次男であり、盗賊グループのメンバー。20歳、身長172cm。古いコンピュータなどのハッキングなど、情報処理など担当。
終盤ではユートとその繋がりで行動を共にすることが多くなる。考えるよりも行動するタイプ。ローズのことを人一倍気に掛けている。
ユート・K・スティール
声 - 下野紘
リゼンブル技術者（自称）。20歳、身長172cm。病院に勤めていたが、ソルティの健康診断を行っている際、ジェニュイン（全身リゼンブル）だということを発見し、病院のメイン電源と直結した電極をソルティに付けて爆発させてしまい、病院をクビになってしまう。
その後、「マーベリック・ハンターズオフィス」のメカニックとして所属し、ソルティに対して幾度もアタックをするようになる。現在の技術ではありえないソルティのリゼンブル技術に夢中である。
アシュレイ・リンクス
声 - 飛田展男
R.U.C警備部事業部長。会議が嫌で抜け出したところ、ベンチに座っていたローズと知り合う。年齢不詳（外見程度は20代）、身長190cm。
人あたりは良く、プロシードメンバーからも熱い信頼を受けている。名前を何度も変えており、本当の名前は「ロック」。ある目的からプロシードメンバーを切り捨て、ローズをR.U.Cに招き入れた。
イルミナ・キッシュ
声 - 稲村優奈
アシュレイの恋人であった女性。
ジョセフ
声 - 立木文彦
町から離れた荒野に住む老人。自らを傍観者と呼ぶ世捨て人。ウィルと一緒に暮らしている。
物語の真実を知るキーパーソン的人物でアシュレイを止めるため、傍観者を辞め、ロイたちに協力する。
サラ・レヴァント
声 - 近江知永
ロイの妻でミランダの親友。ブラストフォール以前に病気で他界。22歳。

### ゲスト・キャラクター
エウノミア
街の管理システムで、水道など街全体を統制し、人間を管理するために作られたコンピューター。ディケ・エイレネとは違い言葉を話すことは出来ない。
自らの完全なる管理の下で元来の人々の存続と言う使命を果たそうとしていた。また、生身の人間をソルティと同等のレベルでリゼンブル化することが可能で、アシュレイは初めてリゼンブル化された人間（オリジナル）である。さらにリゼンブルパーツを通じて、装着した人々を操ることも出来、それによってアシュレイにR.U.Cを創設させた。
エイレネ
声 - 島本須美
200年前のアシュレイたちが乗ってきた移民船の統制システム。オーロラシェルが展開された後、基本的には静観を続けていたが、人間が宇宙に出ようとする（＝高高度を飛行する）と、レーザーを放って落雷（ブラストフォール）を生じさせ、何人たりとも宇宙への進出を許さなかった。
自己保身思考が非常に強く、最後は自らの存続のため移民船を星に落とし、人々を一掃した後、保存しておいた移民船の搭乗者のデータを元に、全てをやり直そうとする。
ウィル
声 - 草尾毅
ジョセフと一緒に暮らしていた少年。街の外で倒れていたソルティを助ける。
自分で作った飛行機を飛ばすのが夢でその笑顔は荒んでいたソルティの心に希望を与えたが、その明るさとは裏腹に、ブラストフォールの後遺症とその後の拙い治療のせいで内臓器官はすでにボロボロになっていた。
デイル・ボイド
声 - 平尾仁
第一話でロイに徹底的に痛めつけられたリゼンブル犯罪者。オーロラシェルの落雷により粉微塵となる。
グレイ・ワッカー
声 - 辻つとむ
デイル・ボイドの相棒。同じくオーロラシェルの落雷によって木っ端微塵になる。
メリル・タイラー
声 - 石毛佐和
ソルティのはじめての友達だったが、ソルティの力を目の当たりにし恐怖で怯えてしまう（後日ドラマCDで仲直りした）。
ジャック・マクリーン
声 - 緒方文興
死刑囚ナンバー11467実験体ナンバー4385。最新技術により全身の78パーセントまでリゼンブル化されているが実験中に逃走。電撃によりソルティを一時的に機能停止させた。最後はソルティによって胴体を貫かれ命を落とす。
デューイ・ブラック
声 - 仲野裕
ソルティが健康診断を受けた病院の事務局長。
ナタリー・ローマン
声 - 金月真美
ソルティが健康診断を受けた病院の事務局長秘書。
リタ・レヴァント / リタ・グレコー
声 - 永野愛
ブラストフォールの巻き込まれ目と足が不自由になった少女。ニューライツチャイルドと呼ばれるブラストフォールによる身元不明の乳幼児だった。
ロイの娘とは別人でレヴァントという姓は市から与えられたもの。最終話ではメリルと共に人々が地下に避難するシーンで登場し、リゼンブル化の手術は成功したものと見られる。
ビンセント・グレコー
声 - 小山力也
未登録市民の賞金首。リタの実父で、娘のリゼンブル手術の費用のために悪事を働いて金を稼いでいた。
ケリー・ジョーンズ
声 - 檀臣幸
金のためにビンセントを騙し利用した狡猾な悪党。ロイとソルティによって部下もろとも一網打尽にされる。
ジョン・キンバリー
声 - 速水奨
未登録市民のみを狙う殺人鬼。幼い頃ローズの初めての友人であるアイリーンを殺した。両腕がリフレクトコートを施したリゼンブルになっている。
ホウ・チュウ
声 - 大塚芳忠
数年前ロイによって捕らえられた爆弾魔。自分の作る爆弾を芸術と信じている。
ロイに深い恨みを抱いており、改造させた自らの腕を使ってより高度な爆弾を作り復讐を企てる。
名前のホウ・チュウは大塚芳忠の名前から、本人の許可を得て付けられた。
ジェレミー・コルベール
声 - 永田亮子
ユートの友人でエネルギー資源の研究をしている科学者。R.U.Cによる社会管理を崩すために行動するが失敗し、小規模なブラストフォールを起こしてしまう。
ヴォートル
声 - 渡部猛
登録市民で八百屋をやっている。ブラストフォールで妻や子供を亡くしている。
ミィ
声 - 沢城みゆき
未登録市民。万引きの常習犯で、登録市民のことをよくは思っていない。猫耳がついているような髪形をしている。
最終話の後半シーンにて、ヴォートルと共に成長した姿で登場し、彼を「お父さん」と呼んでいることから、ヴォートルの養子になった模様である。
中華娘
声 - 真堂圭
マーベリック・ハンターズオフィスやロイの部屋に出前を届けてくれる少女。中華料理屋「来来軒」の料理が下手なアルバイト。面接も「中華娘」で通したらしい。
アム・トランファ
声 - 生天目仁美
A.T.ハンターズオフィス所属のハンターで四肢はリゼンブル化している。通り名は「レッド・フォー・アム」と呼ばれ恐れられている。ハンターとしては優秀とはいえないが戦闘能力はかなりのものでシルビアとは良き友人。
以前、ソルティと戦闘したことがありその際に両腕のリゼンブルを破壊された事がある、キレやすく大声を出すことからソルティからは敬遠されている。
前述のソルティとの一件を描いた月刊ComicREXでのコミック版SoltyRei -赤の淑女-の主人公で、A.T.ハンターズオフィスは漫画作中で彼女が出会った『相棒』と共に立ち上げたオフィスである。
因みに同漫画の最後に収録されている、「ちょびっとソルティ劇場 -赤の淑女編-」にて「アムさんはツンデレなんですね？」とソルティに問われており、その際「…同じ台詞後ろのオヤジ（ロイ）にも言ってやんな？」と返している。
アニメには第EX話「すれ違うキモチで、想い合うココロで。」にて登場。

## スタッフ
- 企画原案 - Shuzilow.HA/GONZO
- 監督 - 平池芳正
- 助監督 - 遠藤広隆
- シリーズ構成・脚本 - 木村暢
- キャラクターデザイン・総作画監督 - Shuzilow.HA
- メカニックデザイン - 海老川兼武
- コンセプトデザイン原案 - 園田健一（銃、プリスーツデザイン）、村田蓮爾（ローズバイクデザイン）、前田真宏（ロイの車/ノンテロップ）
- 美術監督 - 小濱俊裕
- 色彩設定 - 大内綾
- 撮影監督 - 田中浩介
- 編集 - 廣瀬清志
- 音響監督 - 鶴岡陽太
- 音楽 - 大森俊之
- 音楽プロデューサー - 藤田純二、伊藤善之
- 音楽制作 - フューチャービジョンミュージック、Mellow Head
- エグゼクティブプロデューサー - 梶田浩司
- プロデューサー - 猪股一彦、西口なおみ
- アニメーションプロデューサー - 福家日左夫
- アニメーション制作 - GONZO×AIC
- 制作 - テレビ朝日
- 製作 - ソルティーロックプロジェクト

## 主題歌
オープニング「clover」
作詞・作曲・歌 - meg rock / 編曲 - 加藤大祐
エンディング「Float 〜空の彼方で〜」（第1話〜第11話、第13話〜第23話）
作詞・作曲 - 奥井雅美 / 編曲 - 市川淳 / 歌 - 近江知永

## 挿入歌
「Return to Love」（第12話ED、第24話ED）
作詞・作曲 - 奥井雅美 / 編曲 - 市川淳 / 歌 - 近江知永
「promise」
アーティスト - R・O・N
「promise」（5話挿入歌など）
「take you there」 featuring Takuto Maeda from count lost（4話挿入歌）
「straying in the dark」（22話挿入歌）
「（Why I’m right here）with you」（16話挿入歌など）
「wish for...」 featuring Takuto Maeda from count lost（18話挿入歌など）
「pieces」 featuring Junko from electlink（24話EDスタッフロール曲）
「wish」（23話挿入歌、「clover」のカップリング曲）
作詞・作曲 - meg rock /  編曲 - 加藤大祐
※「Return to Love」は英語歌詞版(「Return to Love (Jazz Version)」歌：Geila Zilkha)も使われている(アルバム『ソルティレイ O.S.T. Vol.2』に収録)。

## 各話リスト
| 話数       | サブタイトル                         | 絵コンテ         | 演出              | 作画監督           | DVD収録 | DVD収録 | DVD収録 |
| 話数       | サブタイトル                         | 絵コンテ         | 演出              | 作画監督           | 初回版  | 通常版  | DVD-BOX |
| ---------- | ------------------------------------ | ---------------- | ----------------- | ------------------ | ------- | ------- | ------- |
| Episode:1  | オーロラの降る街                     | 平池芳正         | 遠藤広隆          | 原修一             | Vol.1   | Vol.1   | DVD-BOX |
| Episode:2  | 新しい朝。                           | 福田道生         | 木村隆一          | 山本佐和子         | Vol.1   | Vol.1   | DVD-BOX |
| Episode:3  | 青の少女                             | 木村隆一         | 仁昌寺義人        | 井元一彰           | Vol.1   | Vol.2   | DVD-BOX |
| Episode:4  | friend                               | こでらかつゆき   | 阿部雅司          | 村田峻治           | Vol.1   | Vol.2   | DVD-BOX |
| Episode:5  | ウォーターサイド・パニック           | 福田道生         | 岩田義彦          | 小船井充           | Vol.2   | Vol.3   | DVD-BOX |
| Episode:6  | 愛娘                                 | 木村隆一         | 渡辺純央          | 飯飼一幸 竹内昭    | Vol.2   | Vol.3   | DVD-BOX |
| Episode:7  | 小悪魔の訪問                         | 根室大           | 山田弘和          | 原修一             | Vol.2   | Vol.4   | DVD-BOX |
| Episode:8  | リベンジ                             | こでらかつゆき   | 遠藤広隆          | 米澤優             | Vol.2   | Vol.4   | DVD-BOX |
| Episode:9  | 乙女達の休日                         | 岩田義彦         | 岩田義彦          | 村田峻治           | Vol.3   | Vol.5   | DVD-BOX |
| Episode:10 | トレジャー&レスキュー                | 木村隆一         | 木村隆一          | 井元一彰           | Vol.3   | Vol.5   | DVD-BOX |
| Episode:11 | バースデーゲーム                     | 根室大           | 阿部雅司          | 日下部智津子       | Vol.3   | Vol.6   | DVD-BOX |
| Episode:12 | 決着の果てに -na-mi-da-              | 福田道生         | 仁昌寺義人        | 山本佐和子         | Vol.3   | Vol.6   | DVD-BOX |
| Episode:13 | distance                             | こでらかつゆき   | 唐戸光博          | 村田峻治           | Vol.4   | Vol.7   | DVD-BOX |
| Episode:14 | 心覆う闇のために…                    | 杉島邦久         | 山田弘和          | 越智博之           | Vol.4   | Vol.7   | DVD-BOX |
| Episode:15 | たどり着いた場所                     | こでらかつゆき   | 岩田義彦          | 村田峻治           | Vol.4   | Vol.8   | DVD-BOX |
| Episode:16 | 冗談です、半分                       | 木村隆一         | 遠藤広隆          | 原修一             | Vol.4   | Vol.8   | DVD-BOX |
| Episode:17 | LADY                                 | 越智博之         | 仁昌寺義人        | 越智博之           | Vol.5   | Vol.9   | DVD-BOX |
| Episode:18 | おかえりなさい                       | 根室大           | 唐戸光博          | 米澤優             | Vol.5   | Vol.9   | DVD-BOX |
| Episode:19 | 全員集合!                            | ほしかわたかふみ | ほしかわたかふみ  | 日下部智津子       | Vol.5   | Vol.10  | DVD-BOX |
| Episode:20 | 訪レル災い                           | 福田道生         | 山田弘和          | 村田峻治           | Vol.5   | Vol.10  | DVD-BOX |
| Episode:21 | 真実の刻                             | こでらかつゆき   | 岩田義彦          | 越智博之           | Vol.6   | Vol.11  | DVD-BOX |
| Episode:22 | わたしと彼女と、少女の想い           | 福田道生         | 古川順康          | 永田正美           | Vol.6   | Vol.11  | DVD-BOX |
| Episode:23 | Final message                        | 木村隆一         | 木村隆一          | 村田峻治           | Vol.6   | Vol.12  | DVD-BOX |
| Episode:24 | これから                             | 秋山勝仁         | 仁昌寺義人        | Shuzilow.HA        | Vol.6   | Vol.12  | DVD-BOX |
| Episode:EX | すれ違うキモチで、想い合うココロで。 | 遠藤広隆         | 岩田義彦 遠藤広隆 | Shuzilow.HA 原修一 | Vol.7   | Vol.13  | DVD-BOX |

## 放送局
| 放送地域   | 放送局         | 放送期間                       | 放送日時                                           |
| ---------- | -------------- | ------------------------------ | -------------------------------------------------- |
| 関東広域圏 | テレビ朝日     | 2005年10月6日 - 2006年3月30日  | 木曜 26:40 - 27:10                                 |
| 日本全域   | AT-X           | 2005年12月11日 - 2006年5月21日 | 日曜 12:30 - 13:00 （リピートあり）                |
| 日本全域   | GyaO           | 2005年12月9日 - 2006年7月14日  | 金曜 12:00 更新                                    |
| 日本全域   | チャンネルNECO | 2014年8月18日 -                | 月曜 23:00 更新 （2014年10月以降は金曜 17:00更新） |

テレビ朝日の放送については、年末年始の特番編成による休止があり（12月23日、12月29日、1月5日）、さらに2月16日には、2月15日に予定されていたトリノオリンピックノルディック複合団体が、前半のジャンプについて、悪天候で競技が順延され中継が翌日振替になった影響で、同番組が急遽休止となった。そのため、3月30日は3話連続放送で最終回を迎えた。
GyaOでは2006年8月18日に全話一挙配信された。チャンネルNECOでは、CS・BS初となるEpisode:EX（地上波未放送話）を放映予定。

## 関連商品

### DVD
| 巻数             | 発売日        | 規格品番   |            |
| 初回限定版       | 初回限定版    | 初回限定版 | 初回限定版 |
| ---------------- | ------------- | ---------- | ---------- |
| SoltyRei FILE.1  | 2006年1月25日 | GDDL-1061  |            |
| SoltyRei FILE.2  | 2006年2月22日 | GDDL-1062  |            |
| SoltyRei FILE.3  | 2006年3月22日 | GDDL-1063  |            |
| SoltyRei FILE.4  | 2006年4月26日 | GDDL-1064  |            |
| SoltyRei FILE.5  | 2006年5月24日 | GDDL-1065  |            |
| SoltyRei FILE.6  | 2006年6月28日 | GDDL-1066  |            |
| SoltyRei FILE.7  | 2006年7月26日 | GDDL-1067  |            |
| 通常版           |               |            |            |
| SoltyRei Vol.1   | 2006年1月25日 | GDDS-1061  |            |
| SoltyRei Vol.2   | 2006年2月22日 | GDDS-1062  |            |
| SoltyRei Vol.3   | 2006年2月22日 | GDDS-1063  |            |
| SoltyRei Vol.4   | 2006年3月22日 | GDDS-1064  |            |
| SoltyRei Vol.5   | 2006年3月22日 | GDDS-1065  |            |
| SoltyRei Vol.6   | 2006年4月26日 | GDDS-1066  |            |
| SoltyRei Vol.7   | 2006年4月26日 | GDDS-1067  |            |
| SoltyRei Vol.8   | 2006年5月24日 | GDDS-1068  |            |
| SoltyRei Vol.9   | 2006年5月24日 | GDDS-1069  |            |
| SoltyRei Vol.10  | 2006年6月28日 | GDDS-1070  |            |
| SoltyRei Vol.11  | 2006年6月28日 | GDDS-1071  |            |
| SoltyRei Vol.12  | 2006年7月26日 | GDDS-1072  |            |
| SoltyRei Vol.13  | 2006年7月26日 | GDDS-1073  |            |
| DVD-BOX          |               |            |            |
| SoltyRei DVD-BOX | 2008年2月27日 | GDDL-1074  |            |

### Blu-ray
| 発売日        | タイトル                              | 規格品番  |
| ------------- | ------------------------------------- | --------- |
| 2020年1月29日 | 「SoltyRei」全話いっき見(R)ブルーレイ | FFXA-9012 |

### CD
| 発売日         | タイトル                                                 | 規格品番  |
| -------------- | -------------------------------------------------------- | --------- |
| 2005年12月21日 | ソルティレイ オリジナルサウンドトラックVol.1             | LHCA-5026 |
| 2006年1月25日  | SoltyRei キャラクター&ラジオテーマCD 〜ソルティ×ローズ〜 | LHCM-1017 |
| 2006年1月25日  | promise                                                  | LHCA-5029 |
| 2006年3月26日  | ソルティレイ オリジナルサウンドトラックVol.2             | LHCA-5032 |